# US Open 2004 (tennis)
De 124e editie van het Amerikaanse grandslamtoernooi, de US Open 2004, werd gehouden van 30 augustus tot en met 12 september 2004. Voor de vrouwen was het de 118e editie. Het toernooi werd gespeeld op het terrein van het USTA Billie Jean King National Tennis Center, gelegen in Flushing Meadows in het stadsdeel Queens in New York.

## Enkelspel

### Mannen
De als eerste geplaatste Zwitser Roger Federer won het toernooi door in de finale de Australiër Lleyton Hewitt met 6-0, 7-6 en 6-0 te verslaan.

### Vrouwen
De als negende geplaatste Russin Svetlana Koeznetsova won het toernooi voor de eerste keer door in de finale haar als zesde geplaatste landgenote Jelena Dementjeva met 6-3 en 7-5 te verslaan.

## Dubbelspel
Mannendubbelspel

Finale: Mark Knowles (Bahama's) en Daniel Nestor (Canada) wonnen van Leander Paes (India) en David Rikl (Tsjechië) met 6-3, 6-3
Vrouwendubbelspel

Finale: Virginia Ruano Pascual (Spanje) en Paola Suárez (Argentinië) wonnen van Svetlana Koeznetsova en Jelena Lichovtseva (Rusland)] met 6-4, 7-5
Gemengd dubbelspel

Finale: Vera Zvonarjova (Rusland) en Bob Bryan (VS) wonnen van Alicia Molik (Australië) en Todd Woodbridge (Australië) met 6-3, 6-4

## Junioren
Jongens enkelspel

Finale: Andy Murray (Groot-Brittannië) won van Serhij Stachovsky (Oekraïne) met 6-4, 6-2
Meisjes enkelspel

Finale: Michaëlla Krajicek (Nederland) won van Jessica Kirkland (Verenigde Staten) met 6-1, 6-1
Jongens dubbelspel

Finale: Brendan Evans en Scott Oudsema (Verenigde Staten) wonnen van Andreas Beck en Sebastian Rieschick (Duitsland) met 4-6, 6-1, 6-2
Meisjes dubbelspel

Finale: Marina Erakovic (Nieuw-Zeeland) en Michaëlla Krajicek (Nederland) wonnen van Mădălina Gojnea en Monica Niculescu (Roemenië) met 7-6, 6-0

## Belgische deelnemers in het enkelspel
| Speler                 | Plaatsing | Resultaat      |
| Mannen                 | Mannen    | Mannen         |
| ---------------------- | --------- | -------------- |
| Gilles Elseneer        |           | eerste ronde   |
| Xavier Malisse         |           | eerste ronde   |
| Olivier Rochus         |           | derde ronde    |
| Kristof Vliegen        | LL        | eerste ronde   |
| Vrouwen                |           |                |
| Els Callens            | 5         | tweede ronde   |
| Justine Henin-Hardenne | 1         | achtste finale |

## Nederlandse deelnemers in het enkelspel
| Speler                 | Plaatsing | Resultaat    |
| Mannen                 | Mannen    | Mannen       |
| ---------------------- | --------- | ------------ |
| Dennis van Scheppingen |           | eerste ronde |
| Raemon Sluiter         |           | eerste ronde |
| Vrouwen                |           |              |
| geen deelneemsters     |           |              |

1881 · 1882 · 1883 · 1884 · 1885 · 1886 · 1887 · 1888 · 1889 · 1890 · 1891 · 1892 · 1893 · 1894 · 1895 · 1896 · 1897 · 1898 · 1899 · 1900 · 1901 · 1902 · 1903 · 1904 · 1905 · 1906 · 1907 · 1908 · 1909 · 1910 · 1911 · 1912 · 1913 · 1914 · 1915 · 1916 · 1917 · 1918 · 1919 · 1920 · 1921 · 1922 · 1923 · 1924 · 1925 · 1926 · 1927 · 1928 · 1929 · 1930 · 1931 · 1932 · 1933 · 1934 · 1935 · 1936 · 1937 · 1938 · 1939 · 1940 · 1941 · 1942 · 1943 · 1944 · 1945 · 1946 · 1947 · 1948 · 1949 · 1950 · 1951 · 1952 · 1953 · 1954 · 1955 · 1956 · 1957 · 1958 · 1959 · 1960 · 1961 · 1962 · 1963 · 1964 · 1965 · 1966 · 1967
↓ open tijdperk ↓
1968 (m-v-md-vd-gd) ·
1969 (m-v-md-vd-gd) ·
1970 (m-v-md-vd-gd) ·
1971 (m-v-md-vd-gd) ·
1972 (m-v-md-vd-gd) ·
1973 (m-v-md-vd-gd) ·
1974 (m-v-md-vd-gd) ·
1975 (m-v-md-vd-gd) ·
1976 (m-v-md-vd-gd) ·
1977 (m-v-md-vd-gd) ·
1978 (m-v-md-vd-gd) ·
1979 (m-v-md-vd-gd) ·
1980 (m-v-md-vd-gd) ·
1981 (m-v-md-vd-gd) ·
1982 (m-v-md-vd-gd) ·
1983 (m-v-md-vd-gd) ·
1984 (m-v-md-vd-gd) ·
1985 (m-v-md-vd-gd) ·
1986 (m-v-md-vd-gd) ·
1987 (m-v-md-vd-gd) ·
1988 (m-v-md-vd-gd) ·
1989 (m-v-md-vd-gd) ·
1990 (m-v-md-vd-gd) ·
1991 (m-v-md-vd-gd) ·
1992 (m-v-md-vd-gd) ·
1993 (m-v-md-vd-gd) ·
1994 (m-v-md-vd-gd) ·
1995 (m-v-md-vd-gd) ·
1996 (m-v-md-vd-gd) ·
1997 (m-v-md-vd-gd) ·
1998 (m-v-md-vd-gd) ·
1999 (m-v-md-vd-gd) ·
2000 (m-v-md-vd-gd) ·
2001 (m-v-md-vd-gd) ·
2002 (m-v-md-vd-gd) ·
2003 (m-v-md-vd-gd) ·
2004 (m-v-md-vd-gd) ·
2005 (m-v-md-vd-gd) ·
2006 (m-v-md-vd-gd) ·
2007 (m-v-md-vd-gd) ·
2008 (m-v-md-vd-gd) ·
2009 (m-v-md-vd-gd) ·
2010 (m-v-md-vd-gd) ·
2011 (m-v-md-vd-gd) ·
2012 (m-v-md-vd-gd) ·
2013 (m-v-md-vd-gd) ·
2014 (m-v-md-vd-gd) ·
2015 (m-v-md-vd-gd) ·
2016 (m-v-md-vd-gd) ·
2017 (m-v-md-vd-gd) ·
2018 (m-v-md-vd-gd) ·
2019 (m-v-md-vd-gd) ·
2020 (m-v-md-vd) ·
2021 (m-v-md-vd-gd) ·
2022 (m-v-md-vd-gd) ·
2023 (m-v-md-vd-gd)  ·
2024 (m-v-md-vd-gd)
Lijst van US Openwinnaars